# Гугучия, Александр Илларионович
Александр Илларионович Гугучия (1905—1981) — министр государственной безопасности Дагестанской АССР, генерал-майор (1945).

## Биография
Член ВКП(б), депутат Верховного Совета СССР 3-го созыва. Член ревизионной комиссии, избранной XIII-м съездом КП(б) Грузии с 15 по 19 марта 1940.
С апреля до 5 октября 1939 — начальник секции по кадровым вопросам в Народном комиссариате внутренних дел Грузинской ССР, затем до 3 апреля 1940 — помощник народного комиссара внутренних дел ГССР, после чего до марта 1941 являлся его заместителем. С марта 1941 до 15 августа 1941 — заместитель народного комиссара государственной безопасности ГССР, потом до мая 1943 опять заместитель народного комиссара внутренних дел ГССР. С 29 мая 1943 до 12 июня 1944 — заместитель народного комиссара государственной безопасности Грузинской ССР по кадрам. С 12 июня 1944 до 14 июля 1945 — заместитель народного комиссара государственной безопасности Казахской ССР по кадрам. С 14 июля 1945 до декабря 1946 — заместитель начальника Управления НКГБ (МГБ) по Ставропольскому краю. С января 1947 до 15 мая 1947 — главный инспектор Министерства государственной безопасности Грузинской ССР. С 15 мая 1947 по 17 марта 1952 — министр государственной безопасности Дагестанской АССР. Освобожден от должности, так как «допускал факты зажима критики, грубо обращался с подчиненными, культивировал чинопочитание и угодничество, не сумел правильно построить взаимоотношения со своими заместителями, в решении вопросов не придерживался коллегиальности, что отрицательно сказалось на работе с кадрами и на общем состоянии агентурной работы» (РГАСПИ. Ф.17. Оп.119. Д.793. Л.191).
Затем в марте 1952 в распоряжении Министерства государственной безопасности, с 3 июня 1952 до сентября 1952— в резерве МГБ. С сентября 1952 до мая 1953 учился в Высшей школе МВД СССР. С 12 июля 1953 — на пенсии, 23 ноября 1954 лишён генеральского звания.

### Звания
- 19.07.1939 — капитан государственной безопасности;
- 22.10.1940 — майор государственной безопасности;
- 14.02.1943 — полковник государственной безопасности;
- 19.08.1944 — комиссар государственной безопасности;
- 09.07.1945 — генерал-майор.[6] Лишен звания генерал-майора 23.11.1954 Пост. СМ СССР № 2349-11 18сс «как дискредитировавший себя за время работы в органах госбезопасности и недостойный в связи с этим высокого звания генерала».

### Награды
Орден Красного Знамени (08.03.1944); орден Отечественной войны 1 степени (03.12.1944); орден Трудового Красного Знамени; орден Красной Звезды (20.09.1943); орден «Знак Почета» (24.02.1941); 9 медалей.